# Цозась, Станислав
Станислав Павел Цозась (пол. Stanisław Paweł Cozaś; 29 июня 1923, Скальмежице — 9 сентября 1998, Познань) — польский политик времён ПНР, в 1973—1975 — председатель городского совета Познани, в 1975—1981 — Познанский воевода. Во второй половине 1940-х — офицер органов госбезопасности. Занимал позиции «партийного бетона» в противостоянии ПОРП с профсоюзом Солидарность и «горизонтальных структур». Отстранён за должностные злоупотребления.

## Офицер и чиновник
Родился в крестьянской семье. Школу окончил в Калише. Во время немецкой оккупации находился на принудительных работах в рейхе. Вернувшись в Польшу, вступил в Союз борьбы молодых (польский комсомол того периода) и новую Польскую соцпартию, во главе которой стояли Эдвард Осубка-Моравский, Болеслав Дробнер, Стефан Матушевский — сторонники союза с коммунистами. После самороспуска партии вступил в коммунистическую ППР, с 1948 — член ПОРП.
С августа 1945 по май 1948 Станислав Цозась служил в калишском управлении Министерства общественной безопасности (МОБ). Прослушал курсы в Легионово. Возглавлял 3 отдел — по борьбе с антикоммунистическим повстанчеством и вооружённым подпольем. Отмечался начальством за роль в ликвидации местных групп Народной и Национальной партий, делегатуры правительства в изгнании.
Уволился из МОБ в 1949 в звании поручика. Окончил юридический факультет Университета Адама Мицкевича в Познани. Несколько лет работал юрисконсультом в познанском торговом центре деревообрабатывающей промышленности. С 1955 по 1970 занимал различные посты в президиуме городского совета Познани. 9 декабря 1973 Станислав Цозась был утверждён на посту председателя президиума горсовета Познани, равнозначный главе городской администрации. Его предшественник Тадеуш Грабский, известный ортодоксально-коммунистическими взглядами, возглавил воеводскую администрацию.

## Познанский воевода
1 июня 1975 Цозась сменил Грабского на посту Познанского воеводы. Его политика в целом соответствовала курсу «пропаганды успехов», характерному для второй половины правления Эдварда Герека. В Познани сложился руководящий круг, ядро которого составляли, в частности, первый секретарь воеводского комитета ПОРП Ежи Засада, секретари Чеслав Галган, Богдан Валигурский, Юзеф Стибиш, Юзеф Свитай, Мария Рынкевич, председатель президиума горсовета Владислав Слебода, воеводский комендант милиции полковник Генрик Зашкевич, его заместитель по хозчасти полковник Станислав Конечны, руководители воеводской Службы безопасности полковник Бернард Каминьский и полковник Адам Тшибиньский, редактор партийного официоза Gazeta Poznańska Збигнев Мика. К этой группе принадлежал и Станислав Цозась — как воевода и член воеводского комитета ПОРП.
Впоследствии Познань рассматривалась как один из очагов коррупции и злоупотреблений герековских времён. В декабре 1981 Засада и Слебода были интернированы вместе с Гереком. Военная внутренняя служба собрала на Цозася материалы о махинациях при строительстве двух особняков и операциях с автомобильными ваучерами. Постройка вилл без оплаты счетов инкриминировалась также полковнику Зашкевичу и полковнику Конечны.
В то же время период руководства Цозася был отмечен некоторыми достижениями в социальной инфраструктуре и культуре. Цозась вёл деловой диалог с Познанской католической архиепархией, участвовал в организации визита в Польшу Папы Римского Иоанна Павла II.

## Политический конфликт
Станислав Цозась был непримиримым противником независимого профсоюза Солидарность и реформистских «горизонтальных структур». Это определялось не только идеологией «партийного бетона» и традиционной для познанской номенклатуры ориентацией на Тадеуша Грабского. Познанская оппозиция инициировала расследование служебных злоупотреблений и финансовых махинаций, в которых фигурировал Цозась.
Жёсткий конфликт возник у Цозася с новым первым секретарём Познанского воеводского комитета ПОРП Эдвардом Скшипчаком. Избранный вопреки позиции высшего партийного руководства, Скшипчак опирался на «горизонтали» и убеждённо сотрудничал с «Солидарностью». В противовес ему Цозась покровительствовал «бетонной» организации FFK во главе с директором завода MERA Яном Маерчаком. Воеводу не устраивала кадровая политика первого секретаря, рабочий контроль над аппаратом, участие официальных лиц в открытии памятника жертвам кровопролития в Познанский июнь 1956.
Скшипчак приводил конкретные данные об административной коррупции; Цозась и Маерчак отвечали идеологическими обвинениями в «отступничестве от партийной линии». Обвинения в махинациях стали предметом разбирательства в соответствующих инстанциях. Скандальная ситуация побудила генерала Ярузельского к оргвыводам: Станислав Цозась был отстранён с поста воеводы ещё до военного положения, в конце октября 1981. Его сменил учёный-аграрник Мариан Круль, член союзной ПОРП Объединённой крестьянской партии — деятель нескомпрометированный и политически относительно нейтральный. Через полгода с небольшим, в другой политической ситуации, был снят с партийного поста Скшипчак.

## На пенсии
После отставки Станислав Цозась отошёл от политики. Проживал на пенсии в Познани. Он не пользовался популярностью, хотя в городе иногда вспоминали его участие в таких событиях, как открытие аттракциона детской железной дороги. В 1984 Цозась написал Ярузельскому и ещё раз изложил идеологическую версию своего конфликта со Скшипчаком. Письмо осталось без ответа.
Скончался Станислав Цозась в возрасте 75 лет. В очерки истории Познани он внесён по должности как один из воевод.